# Marc Sonnen
Marc James Sonnen (* 28. Oktober 1988 in Saint Paul (Minnesota)) ist ein ehemaliger US-amerikanischer Basketballspieler. Marc Sonnen spielt auf der Position des Shooting Guard. Von 2013 bis 2015 stand er beim deutschen Zweitligisten Bayer Giants Leverkusen unter Vertrag.

## Laufbahn
Sonnen spielte an der Tartan High School und konnte dort einige persönliche Erfolge erringen, unter anderen wurde er als McDonald’s All-American nominiert, eine sehr bedeutende Auszeichnung in den USA.
Nachdem seine High-School-Zeit beendet war, hatte Sonnen einige Angebote von verschiedensten Universitäten vorliegen. Er entschied sich für die University of Northern Iowa, da diese nicht so weit von seinem Elternhaus entfernt war.
In der Spielzeit 2009/10 erreichten die Panthers in der NCAA Division I Basketball Championship überraschend die Sweet Sixteen-Runde (Achtelfinale um die Basketball-Universitätsmeisterschaft). Im Turnierverlauf schlug man die an Nummer eins gesetzte University of Kansas. Sonnen half seiner Mannschaft mit 2,8 Punkten pro Spiel. Sein letztes Jahr in der NCAA Division I war auch sein erfolgreichstes. Sonnen kam auf 10,5 Zähler pro Partie (44,7 % Trefferquote bei Distanzwürfen) und sicherte sich 2,4 Rebounds je Spiel.
Im August 2013 gab der Meister der ProB und Aufsteiger in die ProA, die Bayer Giants Leverkusen, die Verpflichtung von Sonnen bekannt. Der unterschriebene Vertrag galt vorerst bis Dezember 2013. Kurz bevor das Arbeitspapier von Sonnen auslief, verlängerten die Leverkusener dieses bis zum Ende der Saison 2013/14.
Sonnen war einer der Leistungsträger des deutschen Rekordmeisters. Er kam im Schnitt auf 13,4 Punkte pro Spiel und 3,6 Rebounds je Begegnung. Eines seiner besten Spiele für Leverkusen absolvierte Sonnen am 12. Januar 2014 gegen die Otto Baskets Magdeburg. Beim 101:81-Erfolg der „Riesen vom Rhein“ kam Sonnen auf 27 Punkte und 6 Rebounds.
Er spielte bis 2015 für die Rheinländer und ging anschließend in sein Heimatland zurück. Sonnen schlug eine Trainerlaufbahn ein, war an einer Basketballschule im Bundesstaat Minnesota sowie an der Tartan High School tätig. 2019/20 war er an der University of Northern Iowa für die Videosichtung zuständig und übernahm 2020 Manageraufgaben.

## Verschiedenes
Marc Sonnen machte seinen Universitätsabschluss in Soziologie.
Jacob Jerome Koch war nicht nur sein Mannschaftskollege an der Northern Iowa State University, sondern beide spielten später auch zusammen für die Bayer Giants Leverkusen.